# バリス・アリーナ
バリス・アリーナ（カザフ語: Barys Arena）は、カザフスタン・アスタナにある多目的スペースである。11,578人収容。主にアイスホッケーの興行で使用され、KHLのバリス・アスタナのホームアリーナでもある。